# Anna Prucnal
Anna Magdalena Prucnal-Michaud, née le 17 décembre 1940 à Varsovie, en Pologne, est une actrice et chanteuse française d'origine polonaise.

## Biographie
Son père, chirurgien d'origine paysanne, juif et tzigane, fut assassiné par les nazis. Sa mère, de grande noblesse, descendante de Stanislas Leszczyński, élève donc seule ses deux filles. Après des études de piano et de chant lyrique, Anna Prucnal commence sa carrière d'actrice au Théâtre Satirique Étudiant (STS), foyer de contestation intellectuelle à Varsovie.
À vingt-deux ans elle débute au cinéma, et devient tout de suite populaire. Arrivée en France à trente ans par amour pour Jean Mailland et enceinte de son fils Pierre, elle entame une seconde carrière essentiellement théâtrale dont beaucoup de pièces de Bertolt Brecht. Elle travaille avec des metteurs en scène importants, comme Jorge Lavelli, Georges Wilson, Roger Planchon, Jean-Louis Barrault, Marc'O, Petrika Ionesco (en), Lucian Pintilie, Jacques Lassalle...
Elle tourne aussi dans plusieurs films dont Sweet Movie de Dušan Makavejev, film qui provoquera son interdiction en Pologne pendant quinze ans.
En 1978 elle commence une nouvelle carrière en tant que chanteuse, son récital Rêve d'Ouest-Rêve d'Est la fait connaître du grand public, d'abord à Paris au théâtre de la Ville puis en Belgique au théâtre Jean Vilar à Louvain-la-Neuve, où elle est accompagnée aux pianos par Oswald et Nicole d'Andrea, dans une direction artistique du belge Marc Lerchs.
À l'Olympia de Paris, elle reçoit alors le « Premier Prix à la Vocation Artistique » décerné par le Club des Onze, une association créée par Bruno Coquatrix et composée de personnalités du monde artistique dont Jean Wiener et Georges Auric.
Elle tourne dans La Cité des Femmes de Federico Fellini en 1980. Ses spectacles font le tour du monde, et elle pourra enfin retourner à Varsovie en 1989 pour célébrer le bicentenaire de la Révolution française.
En 2002, elle a écrit un livre de souvenirs Moi qui suis née à Varsovie.

## Discographie

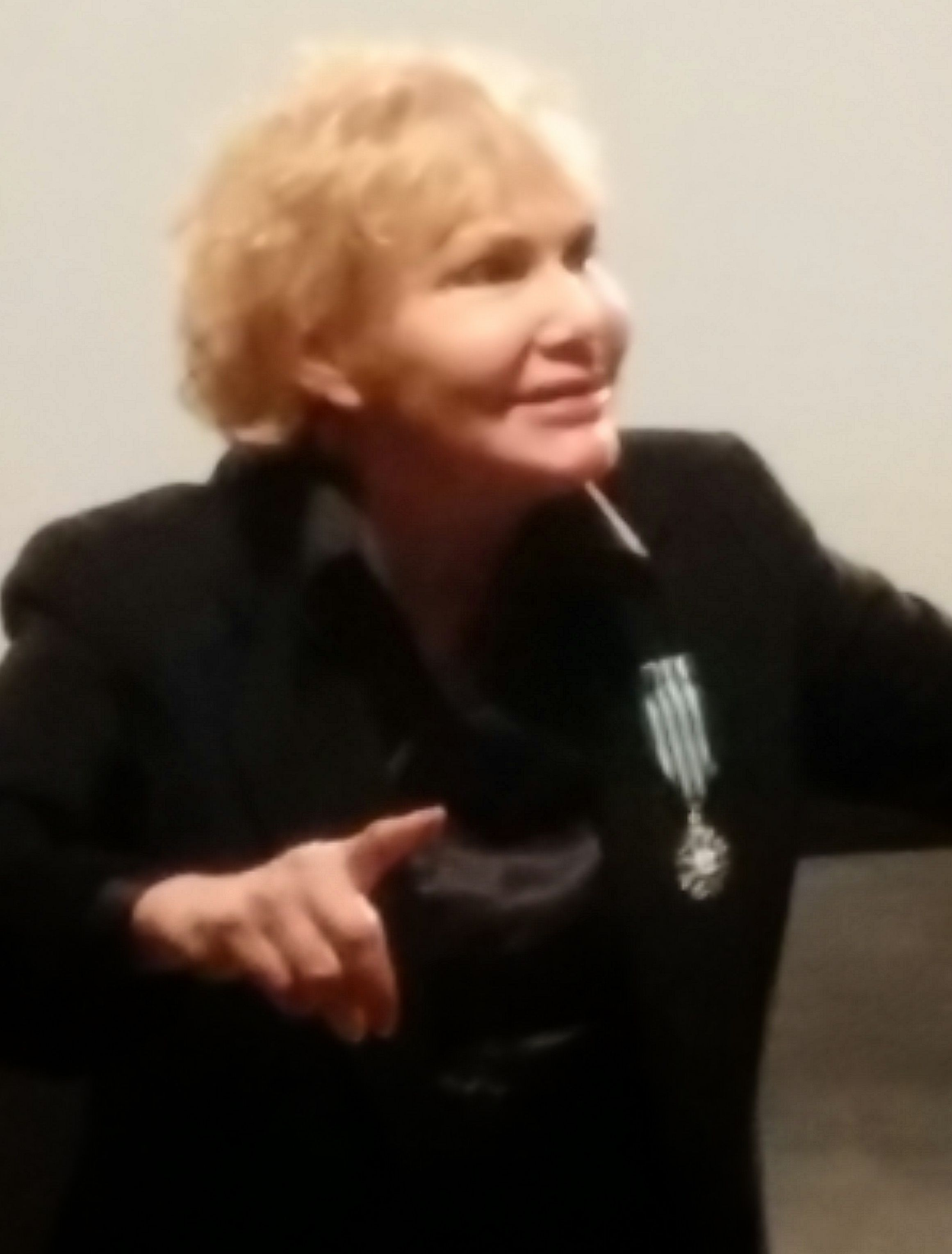
Anna Prucnal, chevalière de l'ordre des Arts et des Lettres (2014).

- 1965 : Letkiss-Boy et Nichts geht übers Schlafengehn[3]
- 1979 : Rêve d'Ouest, rêve d'Est
- 1980 : Théâtre de la ville
- 1981 : Avec Amour
- 1983 : Loin de Pologne, Daleko od Polski
- 1983 : Quand on n'a que l'amour (Japon)
- 1984 : L'Âge de cœur
- 1987 : Ivre vive - Luna moon
- 1988 : Concert 88
- 1993 : Monsieur Brecht
- 1993 : C'était à Babelsberg
- 1995 : Dédicaces
- 1995 : L'intégrale
- 1998 : Anna Prucnal chante Vertinski
- 1999 : Les Années fatales
- 2001 : Le Cirque de Giuseppe
- 2002 : Je vous aime (compilation)
- 2002 : Histoire d'amour (compilation, Québec)
- 2012 : Intégrale (coffret numérique)

## Filmographie

### Cinéma
- 1962 : Le Soleil et l'Ombre (bg) (Слънцето и сянката), de Rangel Valchanov
- 1963 : Przygoda noworoczna (pl) de Stanisław Wohl (pl)
- 1963 : Smarkula, de Leonard Buczkowski
- 1964 : Le Hollandais volant (de) (Der fliegende Holländer) de Joachim Herz (de)
- 1966 : Reise ins Ehebett (de), de Joachim Hasler (de)
- 1968 : Wege übers Land (de) de Martin Eckermann (de)
- 1969 : Chemins vers Lénine (Unterwegs zu Lenin) de Günter Reisch
- 1970 : Nowy (pl) de Jerzy Ziarnik
- 1972 : Hellé, de Roger Vadim
- 1974 : Sweet Movie, de Dušan Makavejev
- 1976 : Dracula père et fils, d'Édouard Molinaro
- 1976 : Guerres civiles en France - premier empire - La semaine Sanglante, de Joël Farges, François Barat, Vincent Nordon
- 1978 : Le Dossier 51, de Michel Deville
- 1979 : Bastien, Bastienne, de Michel Andrieu
- 1979 : Mais ou et donc Ornicar, de Bertrand Van Effenterre
- 1980 : La Cité des femmes (La città delle donne) de Federico Fellini
- 1981 : Neige, de Juliet Berto et Jean-Henri Roger
- 1981 : L'Ogre de Barbarie, de Pierre Matteuzzi
- 1983 : L'Homme qui aimait deux femmes, de Philippe Defrance
- 1989 : Un amour tardif, de Patrick Jamain
- 1993 : Lepiej być piękną i bogatą (pl) de Filip Bajon
- 1993 : Au port de la lune, court-métrage de Manon des Gryeux
- 1994 : Wrony (pl), de Dorota Kędzierzawska
- 1997 : C'est la tangente que je préfère, de Charlotte Silvera
- 2001 : Le Stade de Wimbledon, de Mathieu Amalric
- 2005 : Slogans pour 343 actrices, d'Alain Cavalier

### Télévision
- 1968 : Przekładaniec (pl), d'Andrzej Wajda
- 1968 : Wege übers Land, de Martin Eckermann
- 1974 : La Fête à Loulou, d'Édouard Luntz
- 1974 : Un jeune homme seul, de Jean Mailland
- 1976 : Nick Verlaine ou Comment voler la tour Eiffel, de Claude Boissol
- 1978 : Tête de rivière, de Guy Lessertisseur
- 1979 : Le Quincailler de Meaux de Pierre Lary
- 1981 : Guerre en pays neutre, de Philippe Lefèbvre
- 1982 : Anna Prucnal, rêve d'ouest-rêve d'est, de Jean Mailland
- 1982 : L'Ogre de barbarie, de Pierre Matteuzzi
- 1986 : Le Rire de Caïn, de Marcel Moussy
- 1988 : Toâ réalisé par Yves-André Hubert
- 1988 : Une folie, d'Alain Dhénaut
- 1989 : Anna Prucnal, jusqu'à nouvel ordre, de Jean Mailland
- 1990 : Silésie, lettre à deux voix, de Jean Mailland

## Théâtre
- 1971 : Le Petit Mahagonny (Mahagonny Songspiel) de Bertolt Brecht, mise en scène Pierre Barrat
- 1971 : La Vie parisienne de Jacques Offenbach, mise en scène Pierre Barrat
- 1972 : Les Sept Péchés capitaux de Bertolt Brecht et Kurt Weill, mise en scène Louis Erlo, Opéra de Lyon
- 1972 : Donna Mobil de Claude Prey, mise en scène Roger Kahane, Festival d'Avignon, Espace Cardin
- 1973 : Le Creux de la vague de Marc'O
- 1973 : Les Quatre jumelles de Copi, mise en scène Jorge Lavelli
- 1974 : Ubu à l'Opéra d'après Alfred Jarry, mise en scène Georges Wilson, Festival d'Avignon
- 1974 : Folies bourgeoises de Roger Planchon, mise en scène de l'auteur, Comédie de Saint-Étienne
- 1975 : A.A. Les théâtres d'Arthur Adamov, mise en scène Roger Planchon, TNP Villeurbanne
- 1975 : L'Homme occis de Claude Prey
- 1975 : Les Nuits de Paris d'après Rétif de la Bretonne, mise en scène Jean-Louis Barrault, Théâtre d'Orsay
- 1976 : Folies bourgeoises de Roger Planchon, mise en scène de l'auteur, Théâtre de la Porte-Saint-Martin
- 1976 : Grand-Mère française de Claude Prey, mise en scène Petrika Ionesco
- 1976 : Travail à domicile de Franz-Xavier Krœtz, mise en scène Jacques Lassalle, Théâtre de l'Est parisien
- 1977 : Jacques ou la soumission et L'avenir est dans les œufs d'Eugène Ionesco, mise en scène Lucian Pintilie, Théâtre de la Ville
- 1978 : Remagen de Jacques Lassalle d'après Anna Seghers, mise en scène Jacques Lassalle, Festival d'Avignon, Théâtre Gérard Philipe
- 1978 : Kabaret mise en scène Jean Mailland
- 1980 : Ils ont déjà occupé la villa voisine de Stanisław Ignacy Witkiewicz, mise en scène Andrzej Wajda, Maison de la Culture de Nanterre, Nouveau théâtre de Nice, TNP Villeurbanne
- 1984 : La Belle Hélène de Jacques Offenbach, mise en scène André Steiger
- 1984 : La Voix humaine de Jean Cocteau et Francis Poulenc, mise en scène Robert Fortune
- 1986 : Ghetto de Joshua Sobol, mise en scène Daniel Benoin et Jacques Bellay, Maison des arts et de la culture de Créteil, Comédie de Saint-Étienne, Théâtre de Nice
- 1987 : Enchaînés d'Eugene O'Neill, mise en scène Françoise Petit
- 1988 : Réveille-toi, Philadelphie ! de François Billetdoux, mise en scène Jorge Lavelli, Théâtre national de la Colline
- 1990 : L'Opéra de quat'sous de Bertolt Brecht et Kurt Weill, mise en scène Olivier Desbordes
- 1991 : La Chambre de Wilhelm de Tove Ditlevsen, mise en scène Simone Benmussa
- 1992 : Monsieur Brecht d'après Bertolt Brecht, mise en scène Jean Mailland
- 1993 : La Voix humaine de Jean Cocteau et Francis Poulenc, mise en scène Jean Mailland
- 1994 : Les Lendemains qui chantent faux de Josual Sobol, mise en scène Isabelle Starkier
- 1996 : Gernica 1937, une revue lyrique de Jean Mailland, mise en scène Jean Mailland
- 1999 : Le Cirque de Giuseppe de Jean-Louis Bauer et Piotr Moss
- 2000 : Le Chant du cygne et autres histoires d'Anton Tchekhov, mise en scène Roger Planchon
- 2002 : L'Étranger de la ville de Bernard Martin, mise en scène Bernard Martin
- 2003 : Le Mal rouge et or d'après Jean Cocteau, mise en scène Laurent Fréchuret
- 2004 : Anna Prucnal dit Jean Cocteau d'après Jean Cocteau, mise en scène Jean Mailland et Anna Prucnal
- 2005 : Les Monologues du vagin d'Eve Ensler, mise en scène Isabelle Rattier

## Publication
- Anna Prucnal, avec Jean Mailland, Moi qui suis née à Varsovie, préface de Jean Lacouture, Archipel éditeur, 2002  (ISBN 2809814880 et 978-2809814880), aperçu en ligne sur Google Livres

## Distinctions

### Récompense
- Prix du syndicat de la critique 1979 : Prix de la révélation théâtrale de l'année pour Kabaret

### Décoration
- 2014 :  Chevalière de l'ordre des Arts et des Lettres.